# Pius IV
Pius IV (łac. Pius IV, właśc. Giovanni Angelo de Medici, ur. 31 marca 1499 w Mediolanie, zm. 9 grudnia 1565 w Rzymie) – włoski duchowny, papież w okresie od 25 grudnia 1559 do 9 grudnia 1565.

## Życiorys

### Wczesne życie
Pochodził z biednej rodziny niespokrewnionej z florenckim rodem Medyceuszy. Był drugim z 11 dzieci notariusza Bernardina de Medici i Clelii Serbelloni. Studiował na uniwersytetach w Bolonii i Padwie filozofię, medycynę i prawo. Po zakończeniu studiów w 1525 roku uzyskał doktorat utroque iure. W 1534 roku Paweł III mianował go administratorem miast Państwa Kościelnego. Jego pozycja znacznie wzrosła, kiedy jego brat Gian Giacomo poślubił siostrę synowej Pawła III. Od grudnia 1545 do 1553 był arcybiskupem Raguzy. W kwietniu 1549 Paweł III mianował go kardynałem prezbiterem S. Pudenziana. Jako kardynał, kilkakrotnie zmieniał swój kościół tytularny (w 1550 na S. Anastasiae, w 1552 ponownie na S. Pudenziana, w 1553 na S. Stefano al Monte Celio i w 1557 na S. Prisca). Po śmierci papieża, Medici odegrał ważną rolę na Konklawe 1549–1550, przyczyniając się do wybrania Juliusza III (1550-1555), który mianował go legatem przy armii walczącej o Parmę, gubernatorem Kampanii (1552) oraz biskupem Cassano al Ionio (1553–1559).
Za pontyfikatu Pawła IV (1555-1559) początkowo został mianowany prefektem Trybunału Apostolskiej Sygnatury Łaski (30 maja 1555) oraz biskupem Foligno (1556–1557), jednak w 1558 popadł w niełaskę i wycofał się z prac w Kurii Rzymskiej. 20 lipca 1558 został mianowany arcybiskupem Mediolanu.
Od września 1556 był członkiem trybunału Rzymskiej Inkwizycji.

### Pontyfikat
Kiedy Paweł zmarł, po 4-miesięcznym konklawe 1559, Medici został papieżem i przyjął imię Piusa IV. Został koronowany w święto Trzech Króli, 6 stycznia 1560. Zaraz po wyborze odciął się od działań swojego poprzednika, zapowiadając reformy w Kościele. Ograniczył działania Inkwizycji. Postanowił maksymalnie ograniczyć wpływy rodziny Carafów, krewnych Pawła IV, którzy mogliby przeszkodzić jego reformatorskim planom (oskarżył i skazał na śmierć dwóch nepotów Pawła IV). Swoim głównym doradcą uczynił swego siostrzeńca Karola Boromeusza, którego wyniósł do godności kardynalskiej.
Pius IV doprowadził do wznowienia obrad soboru trydenckiego, który wznowił obrady 18 stycznia 1562. Kwestią do rozstrzygnięcia było to, czy sobór powinien kontynuować przerwane obrady (zwolennikiem tego był król Hiszpanii Filip II), czy powinien zebrać się na nowo (zwolennikami tego byli Francuzi i cesarz rzymski Ferdynand I) – ostatecznie obrady były kontynuowane. Nad obradami soboru czuwał, ułaskawiony przez Piusa, kardynał Giovanni Girolamo Morone i, pomimo kilku kryzysów, udało mu się doprowadzić uzgodnienia do końca. Końcowe sesje odbyły się 3 i 4 grudnia 1563, a 26 stycznia 1564 papież zatwierdził dokumenty Soboru i Trydenckie Wyznanie Wiary. W 1564 utworzył własny Indeks ksiąg zakazanych, na którym było mniej potępionych dzieł, niż za jego poprzednika.
Po zakończeniu soboru, Pius ogłosił bullę Benedictus Deus, która wprowadzała jego nauki w życie, a także rozpoczął prace nad reformą Roty Rzymskiej, Kancelarii Apostolskiej, Penitencjarii Apostolskiej i Kamery Apostolskiej. Rozpoczął także prace nad utworzeniem nowego katechizmu, brewiarza i mszału.
Pius IV mianował 46 nowych kardynałów na czterech konsystorzach. 9 października 1562 wydał bullę In eligentis regulującą przebieg konklawe.

### Życie prywatne
Istnieją poważne przesłanki wskazujące, że Pius IV, zanim przyjął święcenia kapłańskie, został ojcem nieślubnego potomstwa, choć z pewnością był w tej kwestii o wiele bardziej dyskretny niż niektórzy jego poprzednicy. Ambasador wenecki Girolamo Soranzo w jednym ze swych raportów z 1563 podał, że w tym czasie w Perugii mieszkał około 20-letni młodzieniec, o którym powiadano, że jest synem papieża i który miał otrzymywać skromną pensję ze skarbca papieskiego. Jego poprzednik, ambasador Mocenigo, w raporcie z 1560  podał, że papież ma nieślubnego syna i dwie córki, których wszakże pozostawia w ukryciu; Mocenigo powołał się na informację w tym zakresie od jednego z kardynałów, którego sługa miał być nauczycielem papieskiego syna. Na temat tych dzieci i ich późniejszych losów nic jednak bliżej nie wiadomo, nie są nawet znane ich imiona ani tożsamość ich matki lub matek.